# Polymyces fragilis
Espèce
Statut CITES
Polymyces fragilis est une espèce de coraux appartenant à la famille des Flabellidae.